# Friedrich Schneider (Manager)
Friedrich Schneider (* 9. Mai 1913; † 6. Mai 1981) war ein deutscher Jurist und Wissenschaftsmanager.

## Werdegang
Schneider war Sohn eines Berliner Reichsbankdirektors. Er studierte Rechtswissenschaften und absolvierte 1939 die Große juristische Staatsprüfung. Zwischen 1939 und 1945 gehörte er der nationalsozialistischen Wehrmacht an. 
Nach dem Zweiten Weltkrieg und seiner Entlassung aus der Kriegsgefangenschaft war Schneider ab 1946 an der Universität zu Köln tätig, zunächst als Sachbearbeiter beim Kuratorium und Verwaltungsdirektor, dann als Kanzler und Universitätskurator. Zwischen 1958 und 1966 war er der erste Generalsekretär des damals neu gegründeten Wissenschaftsrates. Von 1966 bis 1976 war er Generalsekretär der Max-Planck-Gesellschaft zur Förderung der Wissenschaften. Postum wurde er zum Ehrensenator der Gesellschaft ernannt. Zudem amtierte er von 1974 bis 1979 als erster Generalsekretär der European Science Foundation (Straßburg).

## Ehrungen
- 1960: Ehrendoktor der Philosophischen Fakultät der Universität zu Köln
- 1973: Großes Verdienstkreuz der Bundesrepublik Deutschland[2]